# Dach pogrążony

Dach pogrążony

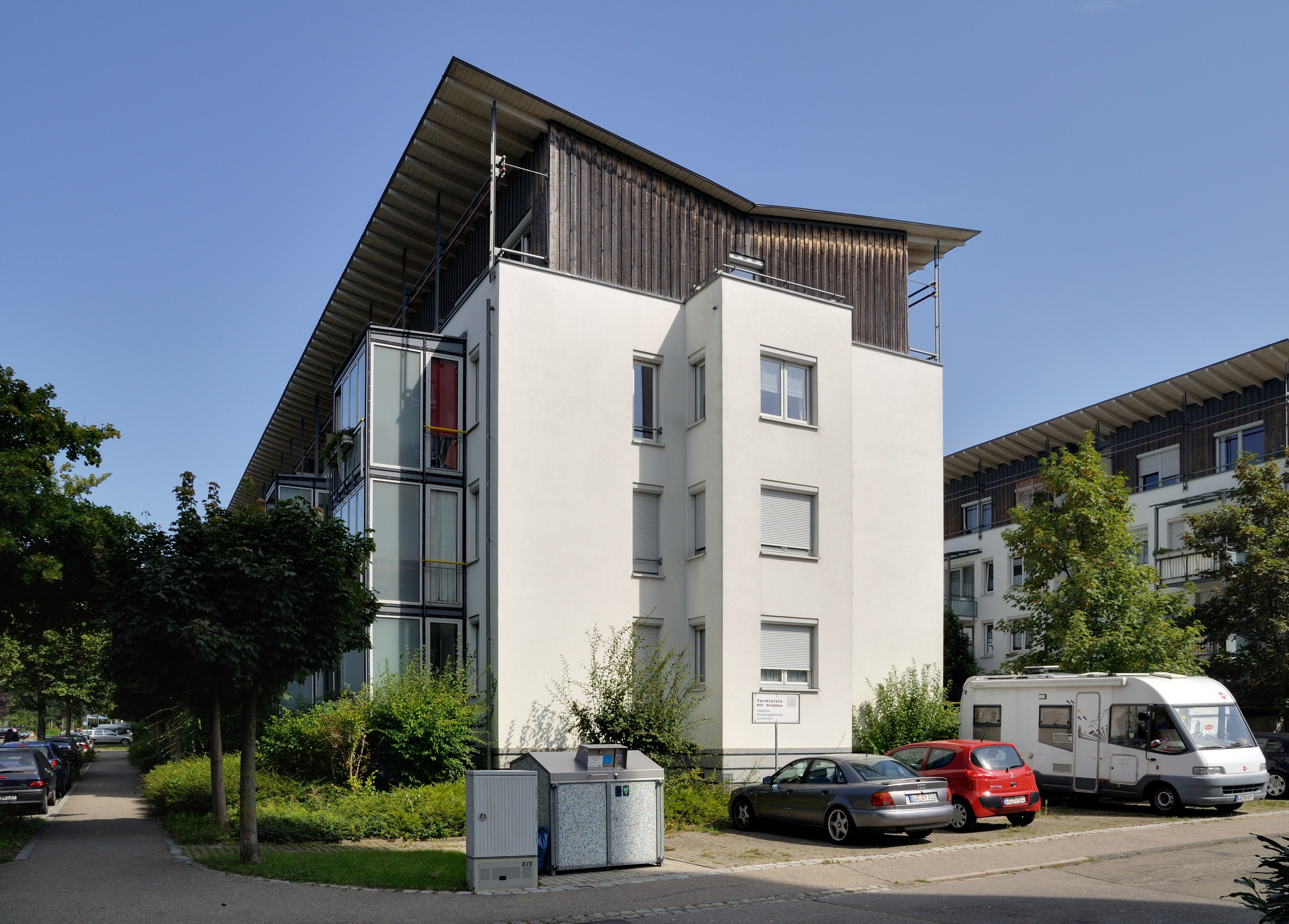
Budynek z dachem pogrążonym

Dach pogrążony, inaczej dach wklęsły lub wgłębiony – dach dwu- lub wielopołaciowy, którego połacie nachylone są do środka budynku. Na styku połaci tworzy się niecka, z której, poprzez system rynien odprowadzana jest woda deszczowa. Dachem wklęsłym nazywany jest również dach o jednej połaci posiadający formę wklęsłej krzywizny.  Dachy pogrążone często posiadają budynki, których elewacje zwieńczone są attyką.